# 蒙克斯
蒙克斯（英語：Monks）是查爾斯·狄更斯小說《孤雛淚》中的虛構人物，本名愛德華·李佛（英語：Edward Leeford），他實際上是主角奧利弗·崔斯特的同父異母兄長，卻處心積慮要謀害奧利弗。

## 角色
蒙克斯從小父母離異，生性惡劣，年輕時便好賭、揮霍成性，因為父親愛德溫·李佛跟愛格涅·佛萊明生下私生子奧利弗。所以他很痛恨自己同父異母弟弟奧利弗打算要謀害他。於是他與費金秘密達成交易找到濟貧院的教區執事本伯先生銷毀證實奧利弗真實身分的唯一證據。不料蒙克斯與費金的計畫被南茜聽見，南茜為幫助奧利弗將這些機密都告知布朗羅先生和蘿絲·梅里小姐，雖然南茜洩密後不幸遭比爾·賽克斯給槍殺，但費金等人因此落入法網導致計畫也以失敗告終，被布朗羅先生抓住。布朗羅先生願意給蒙克斯重新做人的機會，於是分給他一些財產並把他放走。最終蒙克斯在新大陸重操舊業，最終被捕入獄死在監牢中。

## 演員
- 在1916年電影《孤雛淚（英语：Oliver Twist (1916 film)）》和1922年電影《孤雛淚（英语：Oliver Twist (1922 film)）》中，蒙克斯皆由卡爾·史托迪爾（英语：Carl Stockdale）飾演[3]。
- 在1948年《孤雛淚（英语：Oliver Twist (1948 film)）》中，由拉尔夫·杜鲁门（英语：Ralph Truman）飾演[3]。
- 在1999年迷你劇《孤雛淚（英语：Oliver Twist (1999 miniseries)）》中，由马克·沃伦（英语：Marc Warren）飾演[4]。
- 在2007年電視劇《孤雛淚（英语：Oliver Twist (2007 miniseries)）》中，由朱立安·萊恩－圖特（英语：Julian Rhind-Tutt）飾演[3]。